# Ekerydsgölen (Byarums socken, Småland)
Ekerydsgölen är en sjö i Vaggeryds kommun i Småland och ingår i Lagans huvudavrinningsområde. Sjön är 3,2 meter djup, har en yta på 0,033 kvadratkilometer och är belägen 229 meter över havet.